# Förstakammarvalet i Sverige 1886
Förstakammarvalet i Sverige 1886 var ett val i Sverige. Valet utfördes av landstingen och i de städer som inte hade något landsting utfördes valet av stadsfullmäktige. 1886 fanns det totalt 1 118 valmän, varav 1 080 deltog i valet.
I halva Stockholms stads valkrets ägde valet rum den 30 januari. I Göteborgs stads valkrets ägde valet rum den 18 mars. I andra halvan av Stockholms stads valkrets ägde valet rum den 22 mars. I Södermanlands läns valkrets, Östergötlands läns valkrets, Jönköpings läns valkrets, Kronobergs läns valkrets, halva Älvsborgs läns valkrets och 2/3 av Skaraborgs läns valkrets ägde valet rum den 21 september. I andra halvan av Älvsborgs läns valkrets, resterande tredjedel av Skaraborgs läns valkrets och Västernorrlands läns valkrets ägde valet rum den 22 september. I Örebro läns valkrets ägde valet rum den 23 september. I Kalmar läns södra valkrets, Kristianstads läns valkretsoch halva Malmöhus läns valkrets ägde valet rum den 28 september och I Blekinge läns valkrets samt andra halvan av Malmöhus läns valkrets ägde valet rum den 29 september.

## Invalda riksdagsmän
Stockholms stads valkrets:
- Lars Forssman
- Elis Fischer

Södermanlands läns valkrets:
- Filip Boström

Östergötlands läns valkrets:
- Philip Klingspor

Jönköpings läns valkrets:
- Wilhelm Tham

Kronobergs läns valkrets:
- Josef Stephens

Kalmar läns södra valkrets:
- Per Samzelius

Blekinge läns valkrets:
- Pontus af Burén

Kristianstads läns valkrets:
- John Pehrsson
- Fredrik Barnekow, skån

Malmöhus läns valkrets:
- Helmuth Wrangel von Brehmer
- Oscar Bergius

Göteborgs stads valkrets.
- Charles Dickson, min

Älvsborgs läns valkrets:
- Rudolf Klinckowström, Lpm:s filial
- Adolf Unger

Skaraborgs läns valkrets:
- Nils Fock
- Paul Jönsson
- Cornelius Sjöcrona

Örebro läns valkrets:
- Herman Behm

Västernorrlands läns valkrets:
- August Næsström
- Frans Albert Anderson